# Rue du Chemin-de-Fer (Paris)
Pour les articles homonymes, voir Rue du Chemin-de-Fer.
La rue du Chemin-de-Fer est une voie du 19e arrondissement de Paris, en France et de la ville de Pantin.

## Situation et accès
La rue du Chemin-de-Fer est une voie  située dans le 19e arrondissement de Paris. Elle débute place Auguste-Baron, rencontre immédiatement l'avenue de la Porte-de-la-Villette puis forme le point de départ de la rue Forceval.
Elle passe ensuite sous le boulevard périphérique, rencontre la rue Pasteur et se termine place Jean-Moulin, traversée par l'avenue Édouard-Vaillant à Pantin.

## Origine du nom

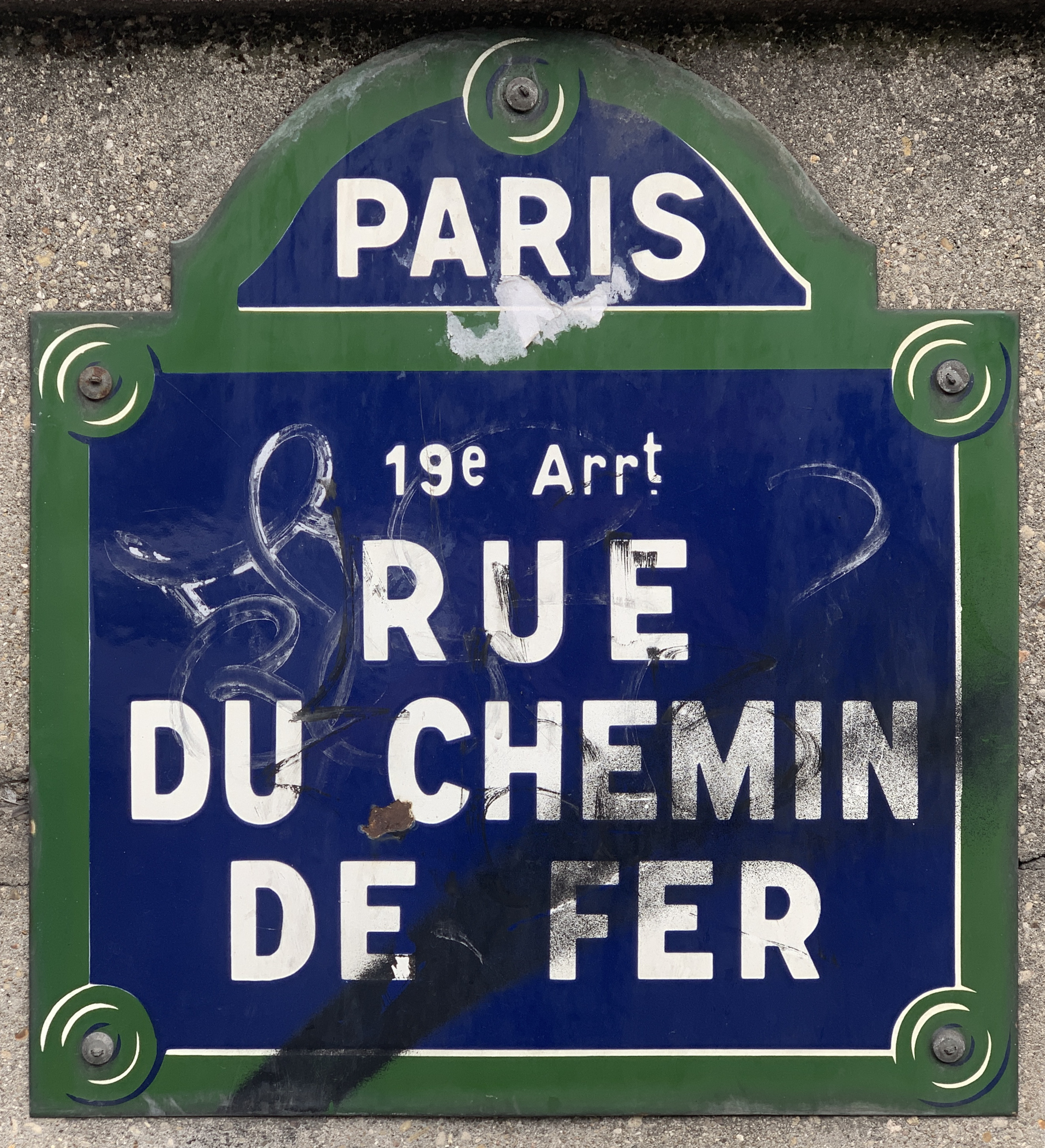
Plaque de la rue.

Elle porte ce nom car elle est longée par le chemin de fer de la Plaine Saint-Denis à Pantin.

## Historique

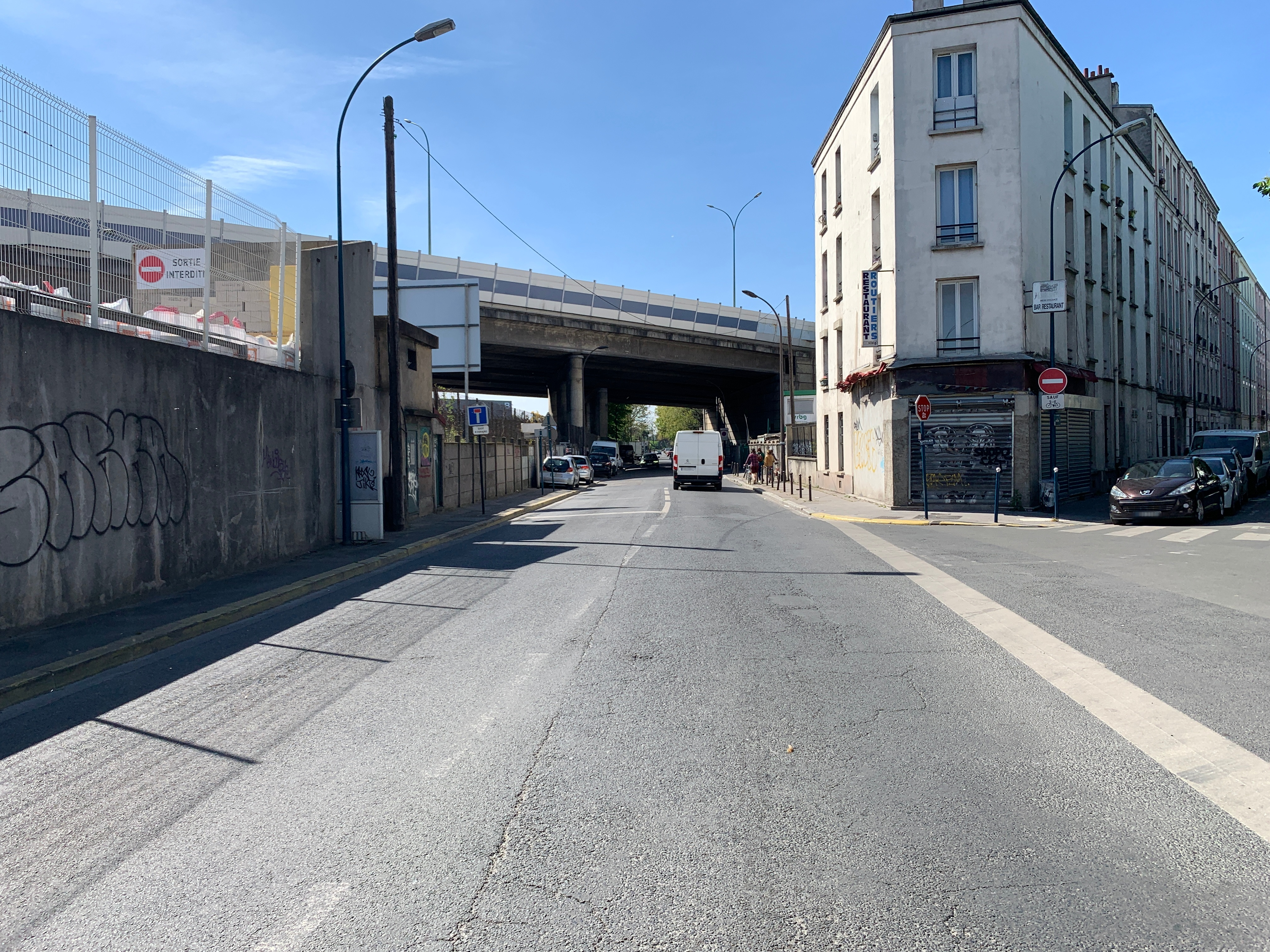
La rue à Pantin, la partie parisienne commence au niveau du bâtiment.
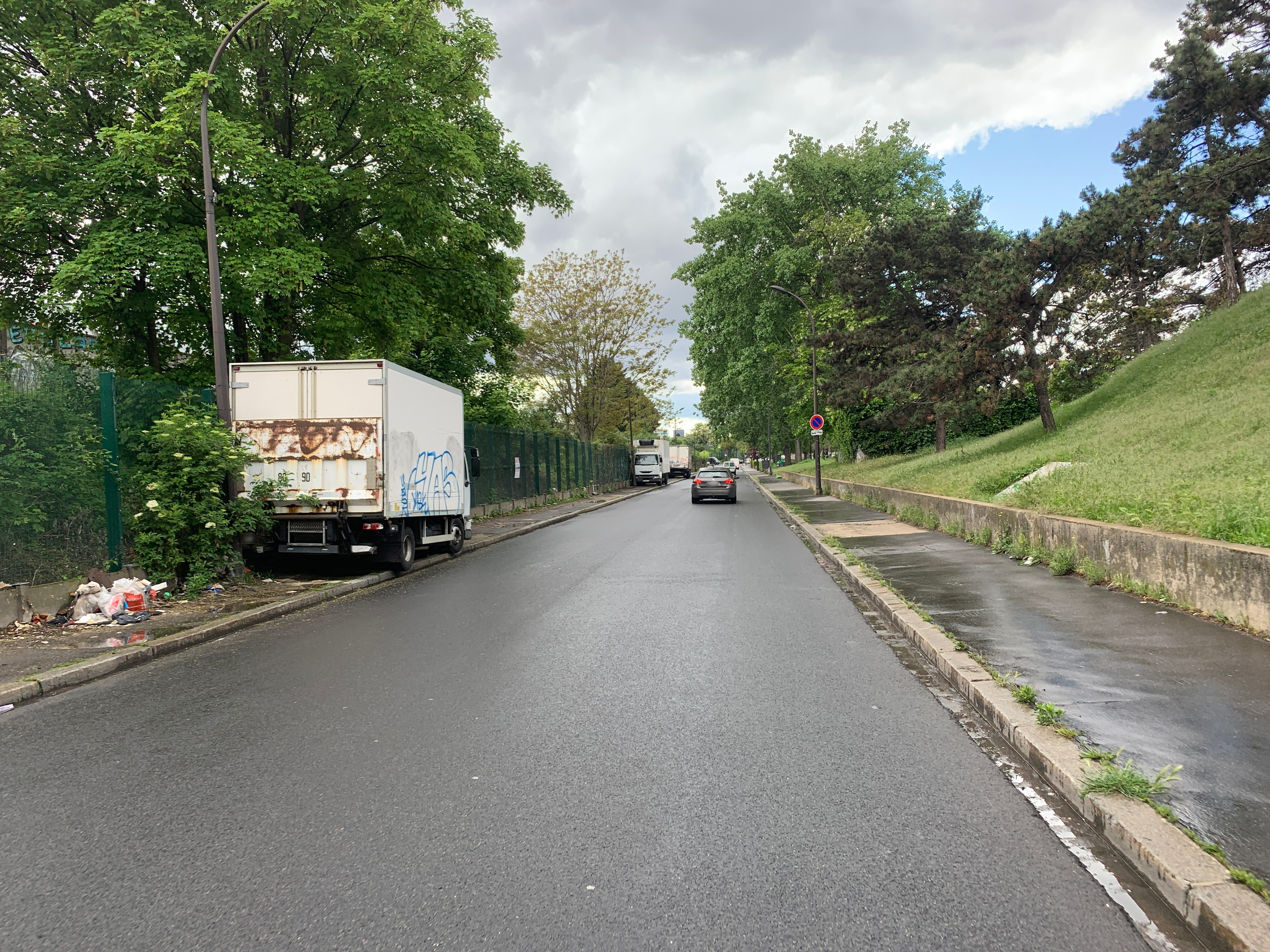
La rue à Paris.

Ce quartier est loti en 1873, à la suite de l'achat des terres de la ferme du Rouvray.
Cette voie, autrefois appelée rue Blanche, est une partie du chemin de grande communication no 34, située autrefois sur le territoire de Pantin et annexée à Paris par décret du 27 juillet 1930.